# ジェイソン・カストリオタ
ジェイソン・カストリオタ（Jason Castriota、1974年 - ）は、アメリカニューヨーク州ブルックリン出身のカーデザイナー。カーデザインの名門アートセンター・カレジッジ・オブ・デザイン卒業。ピニンファリーナチーフデザイナーであったが、ベルトーネのデザインディレクターに就任した。しかし2010年からSAABのデザインディレクターに就任する事が発表された。

## 手掛けた車

### 市販モデル

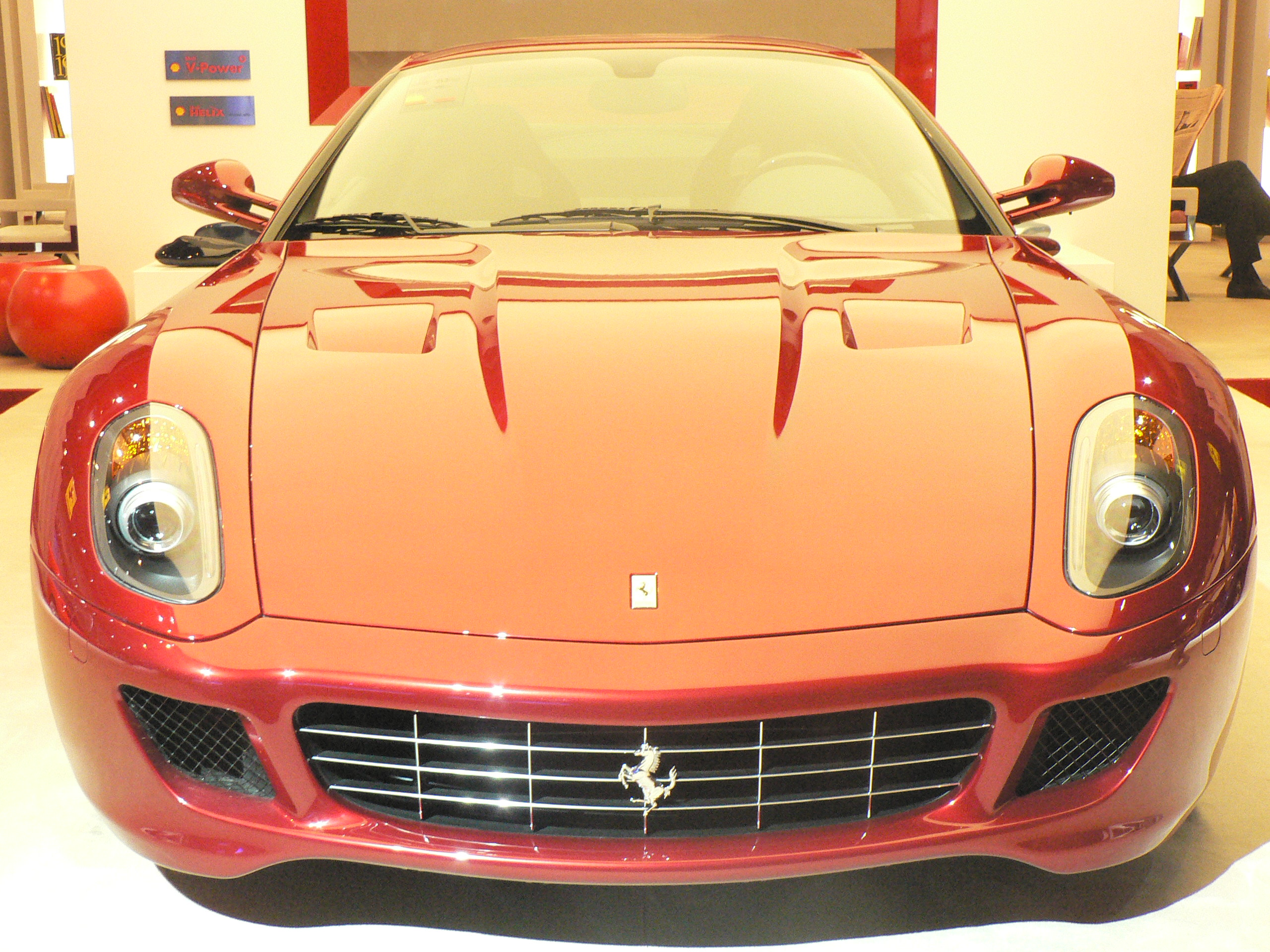
フェラーリ・599GTBフィオラノ
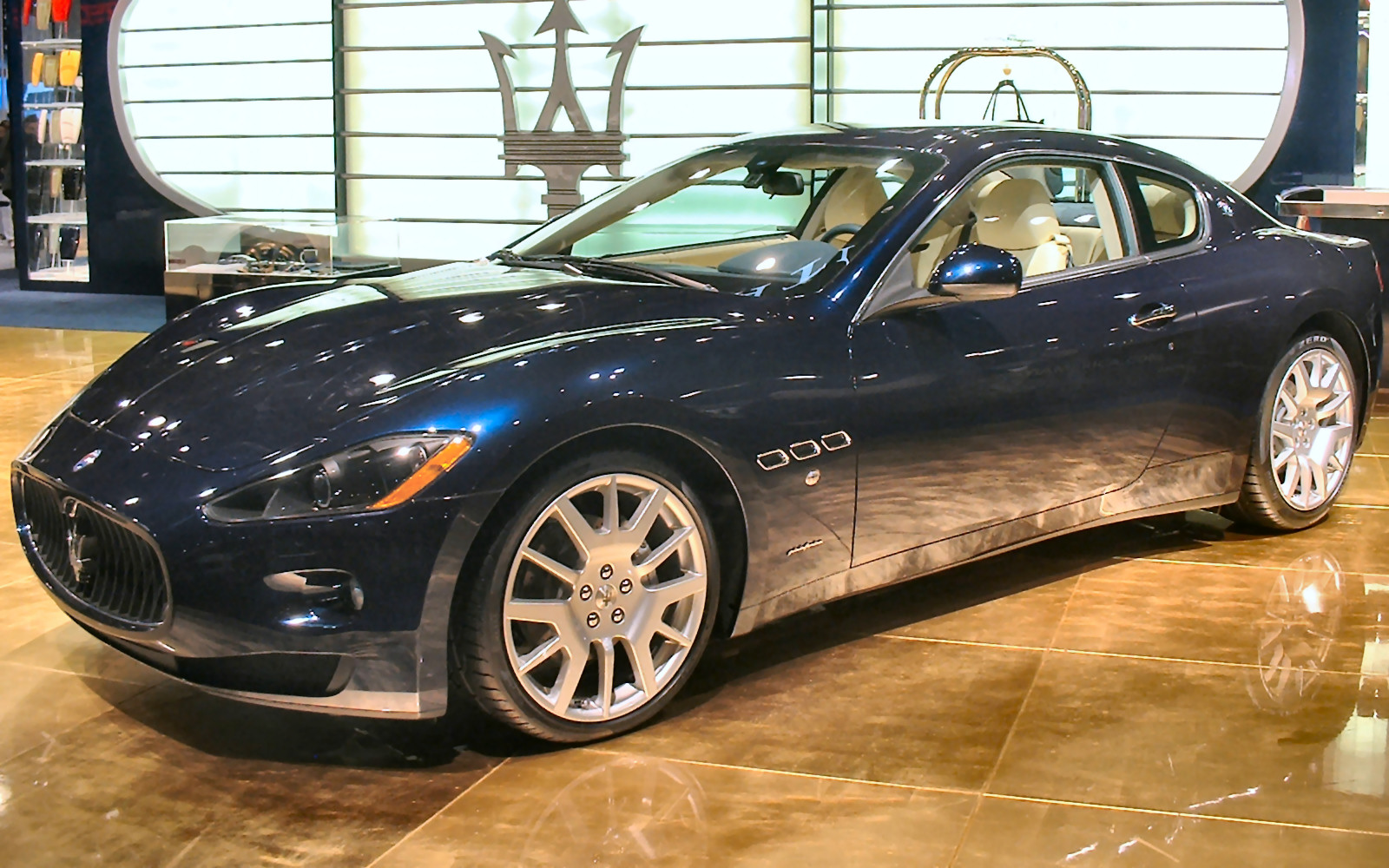
マセラティ・グラントゥーリズモ
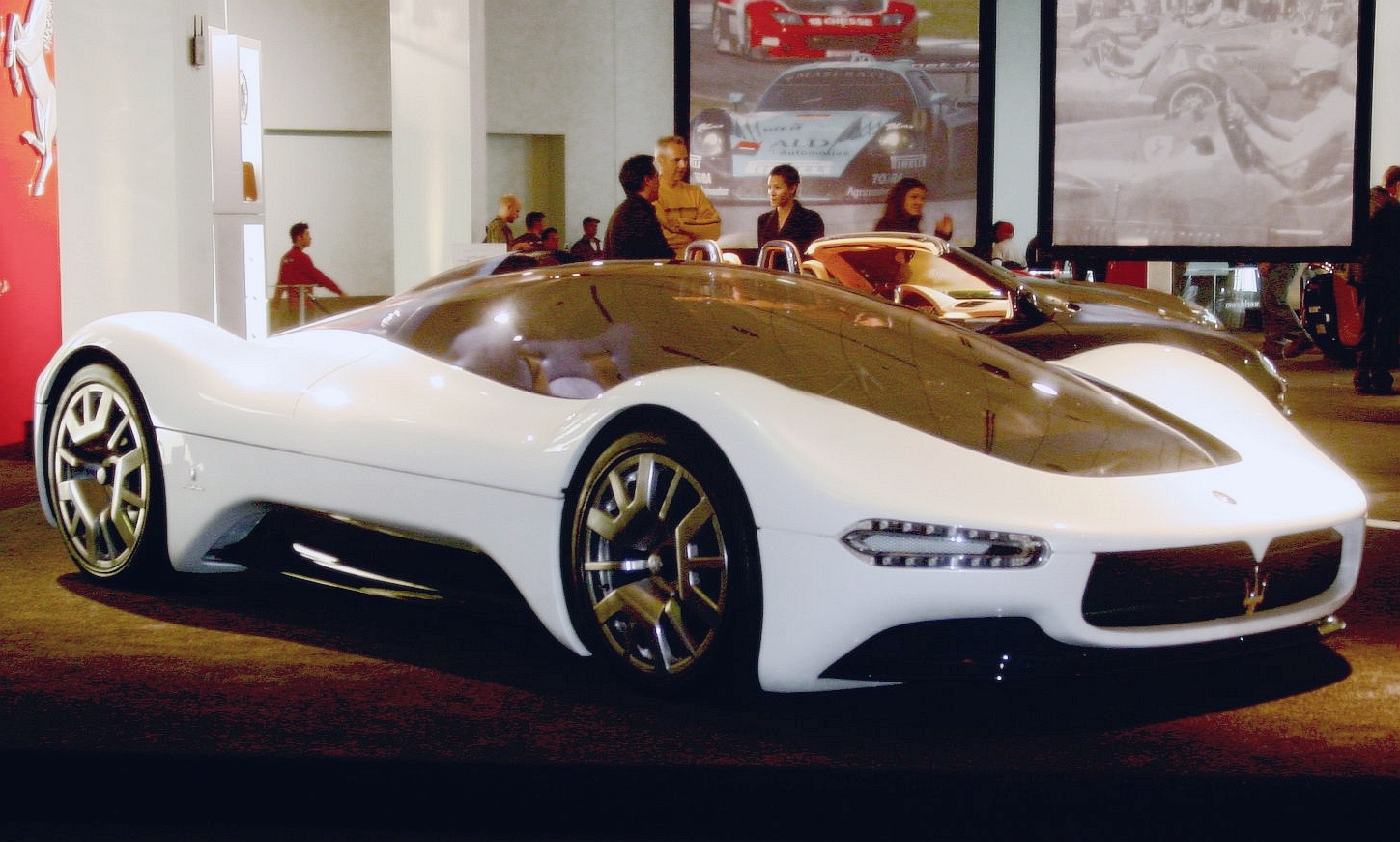
マセラティ・バードケージ 75th
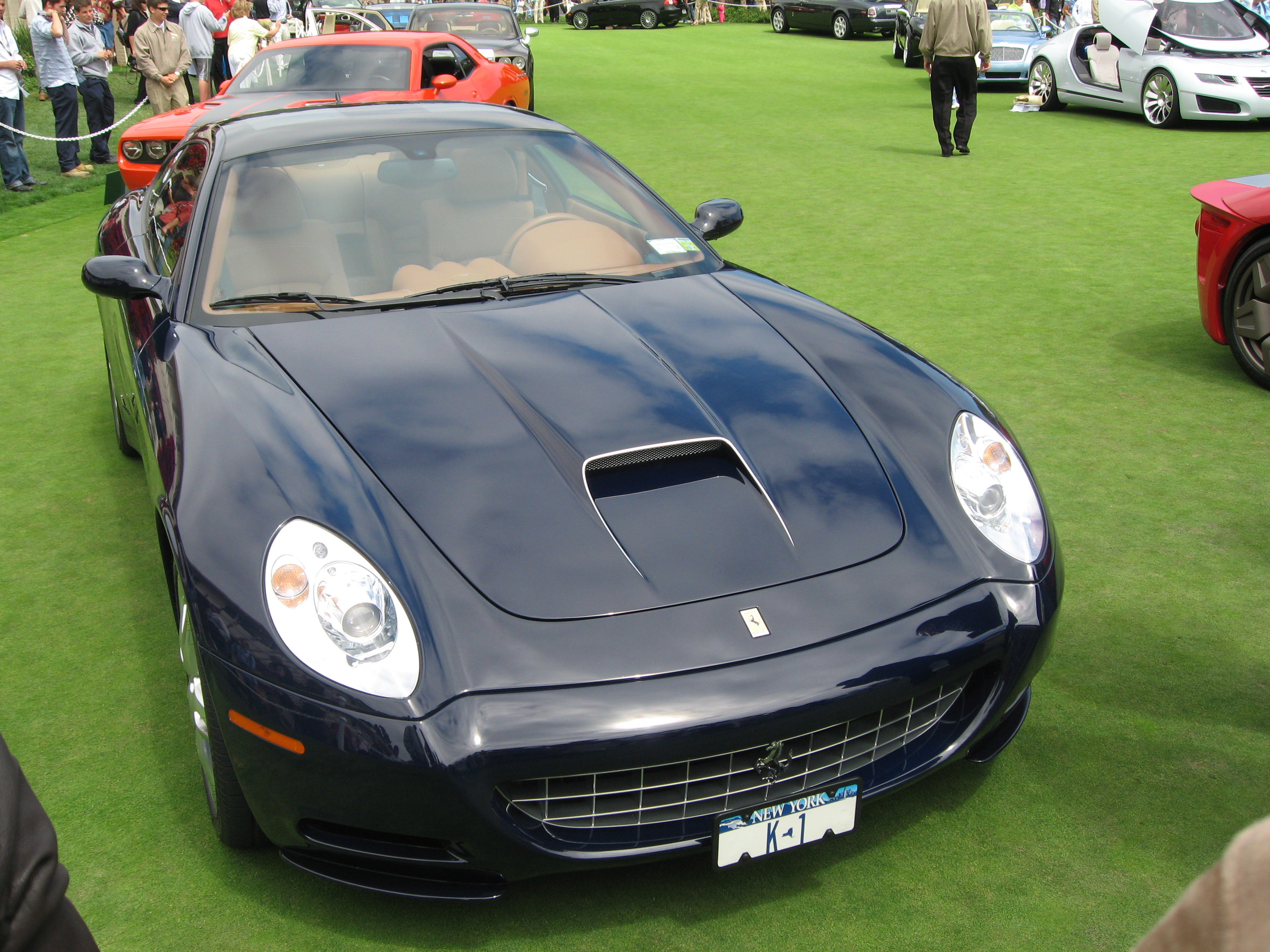
フェラーリ・612スカリエッティK
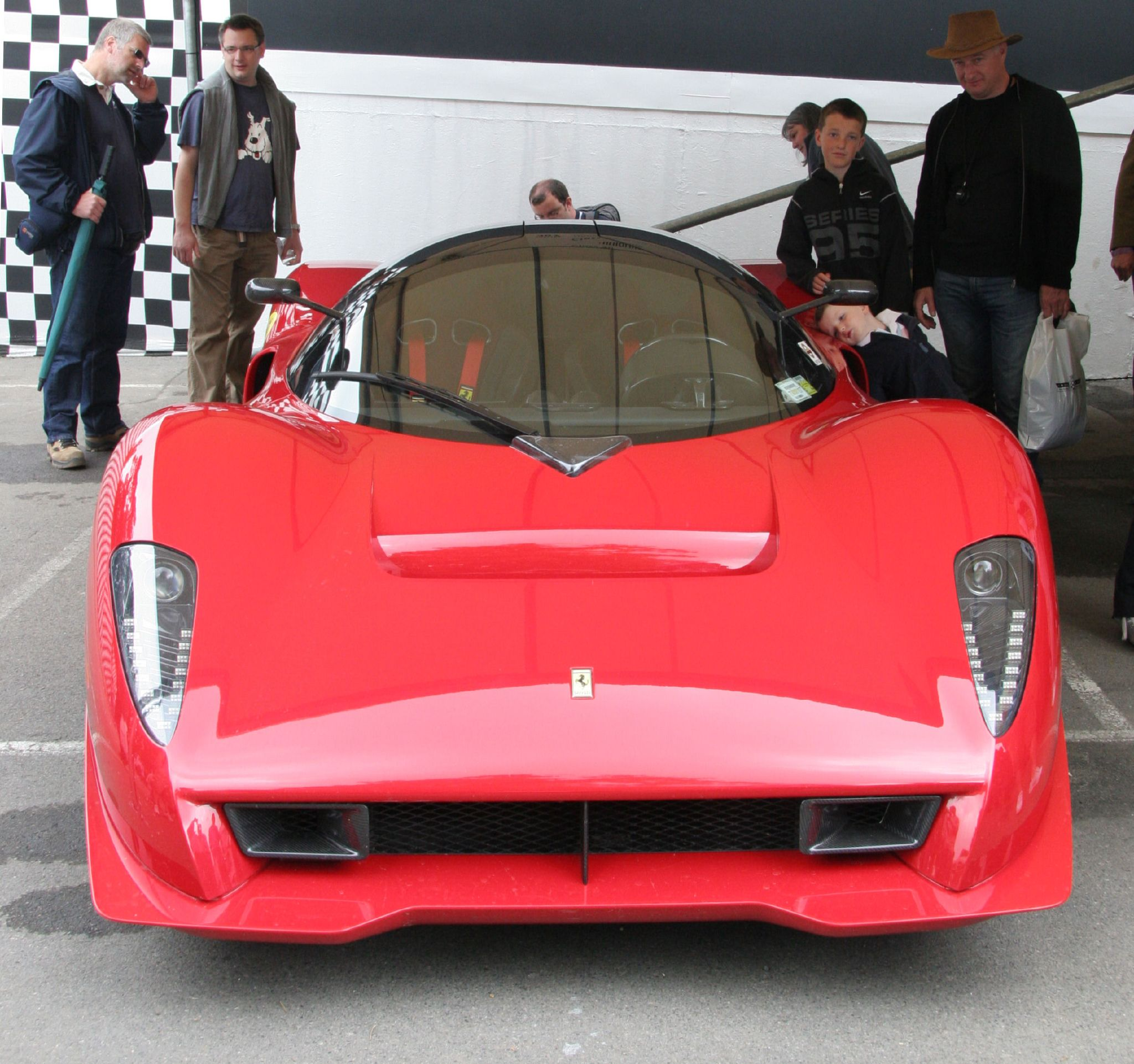
フェラーリ・P4/5

- シェルビー・スーパーカーズ・トゥアタラ

### ワンオフ／コンセプトモデル
- マセラティ・バードケージ 75th
- フェラーリ・P4/5
- フェラーリ・612スカリエッティK
- ベルトーネ・MANTIDE
- ロールス・ロイス・Hyperion

- フェラーリ・599GTBフィオラノ
- マセラティ・グラントゥーリズモ
- マセラティ・バードケージ 75th
- フェラーリ・612スカリエッティK
- フェラーリ・P4/5